# Gmina Kowalewo Pomorskie
Die Gmina Kowalewo Pomorskie ist eine Stadt-und-Land-Gemeinde im Powiat Golubsko-Dobrzyński der Woiwodschaft Kujawien-Pommern in Polen. Ihr Sitz befindet sich in der gleichnamigen Stadt (deutsch Schönsee) mit etwa 4200 Einwohnern.

## Gliederung
Zur Stadt-und-Land-Gemeinde gehören die Stadt selbst und die folgenden umliegenden Ortschaften:
| Polnischer Name    | Deutscher Name (1815–1920)         | Deutscher Name (1939–45)                 |
| ------------------ | ---------------------------------- | ---------------------------------------- |
| Bielsk             | Bielsk                             | 1939–42 Bielsk 1942–45 Bülz              |
| Borek              | Borrek                             | ?                                        |
| Borówno            | Borowno                            | 1939–42 Borowno 1942–45 Borne            |
| Chełmonie          | Chelmonie 1899–1920 Colmansfeld    | 1939–42 Colmansfeld 1942–45 Kolmannsfeld |
| Chełmoniec         | Chelmonietz 1891–1920 Gruneberg    | Gruneberg                                |
| Dylewo             | Dylewo                             | ?                                        |
| Elzanowo           | Elsanowo                           | 1939–42 Elsanowo 1942–45 Elsenau         |
| Frydrychowo        | Friederikenhof                     | Friederikenhof                           |
| Gapa               | Gappa                              | 1939–42 Gappa 1942–45 Göppen             |
| Józefat            | Josephat                           | 1939–42 Josefat 1942–45 Josten           |
| Kiełpiny           | Kelpin                             | 1939–42 Kelpin 1942–45 Kelp              |
| Kowalewo Pomorskie | Schönsee                           | Schönsee                                 |
| Lądy               | Mlewietz Abbau 1901–20 Lebendorf   | Lebendorf                                |
| Lipienica          | Lipienica 1897–1920 Heinrichsberg  | Heinrichsberg                            |
| Mariany            | Marienhof                          | Marienhof                                |
| Martyniec          | Neu-Schönsee                       | Neu-Schönsee                             |
| Mlewiec            | Hofleben                           | Hofleben                                 |
| Mlewo              | Mlewo                              | 1939–42 Mlewo 1942–45 Leben              |
| Napole             | Napole                             | 1939–42 Napole 1942–45 Nappeln           |
| Nowy Dwór          | Neuhof                             | Neuhof                                   |
| Otruda             | Otterode                           | Otterode                                 |
| Piątkowo           | Piontkowo                          | 1939–42 Piontkowo 1942–45 Püntkau        |
| Pluskowęsy         | Pluskowenz                         | 1939–42 Pluskowenz 1942–45 Pflugsdorf    |
| Pruska Łąka        | Preußisch Lanke                    | Preußischlanke                           |
| Sierakowo          | Sierakowo 1877–1920 Siegfriedsdorf | Siegfriedsdorf                           |
| Srebrniki          | Silbersdorf                        | Silbersdorf                              |
| Szewa              | Schewen                            | Schewen                                  |
| Szychowo           | Szychowo 1897–1920 Heynerode       | Heynerode                                |
| Wielka Łąka        | Wielkalonka                        | 1939–42 Wielkalonka 1942–45 Altlanke     |
| Wielkie Rychnowo   | Gut Richnau 1909–20 Groß Reichenau | Großreichenau                            |
| Zapluskowęsy       | Za Pluskowenz                      | 1939–42 Za Pluskowenz 1942–45 Pflugshof  |

## Persönlichkeiten
- Marie Unna (1881–1977), Dermatologin; geboren in Schewen.